# Chambon-la-Forêt
Chambon-la-Forêt ist eine französische Gemeinde mit 961 Einwohnern (Stand: 1. Januar 2022) im Département Loiret in der Region Centre-Val de Loire. Sie gehört zum Arrondissement Pithiviers und zum Kanton Le Malesherbois. Die Einwohner werden Chambonnais und Chambonnaises (auch: Chambonniots und Chambonniottes) genannt.

## Geographie
Die Gemeinde Chambon-la-Forêt liegt an der Rimarde, zwölf Kilometer südlich von Pithiviers und etwa 30 Kilometer nordöstlich von Orléans. Im Südwesten liegt der Wald von Orléans. Umgeben wird Chambon-la-Forêt von den Nachbargemeinden Bouilly-en-Gâtinais im Norden, Nancray-sur-Rimarde im Osten, Nibelle im Südosten und Süden, Ingrannes im Südwesten sowie Vrigny im Nordwesten.

## Bevölkerungsentwicklung
| Jahr                       | 1962 | 1968 | 1975 | 1982 | 1990 | 1999 | 2006 | 2016 | 2022 |
| Einwohner                  | 472  | 463  | 449  | 491  | 589  | 625  | 709  | 939  | 961  |
| Quellen: Cassini und INSEE |      |      |      |      |      |      |      |      |      |

## Sehenswürdigkeiten
- Kirche Saint-Étienne
- Château de la Luzerne
- nationales Geomagnetisches Observatorium

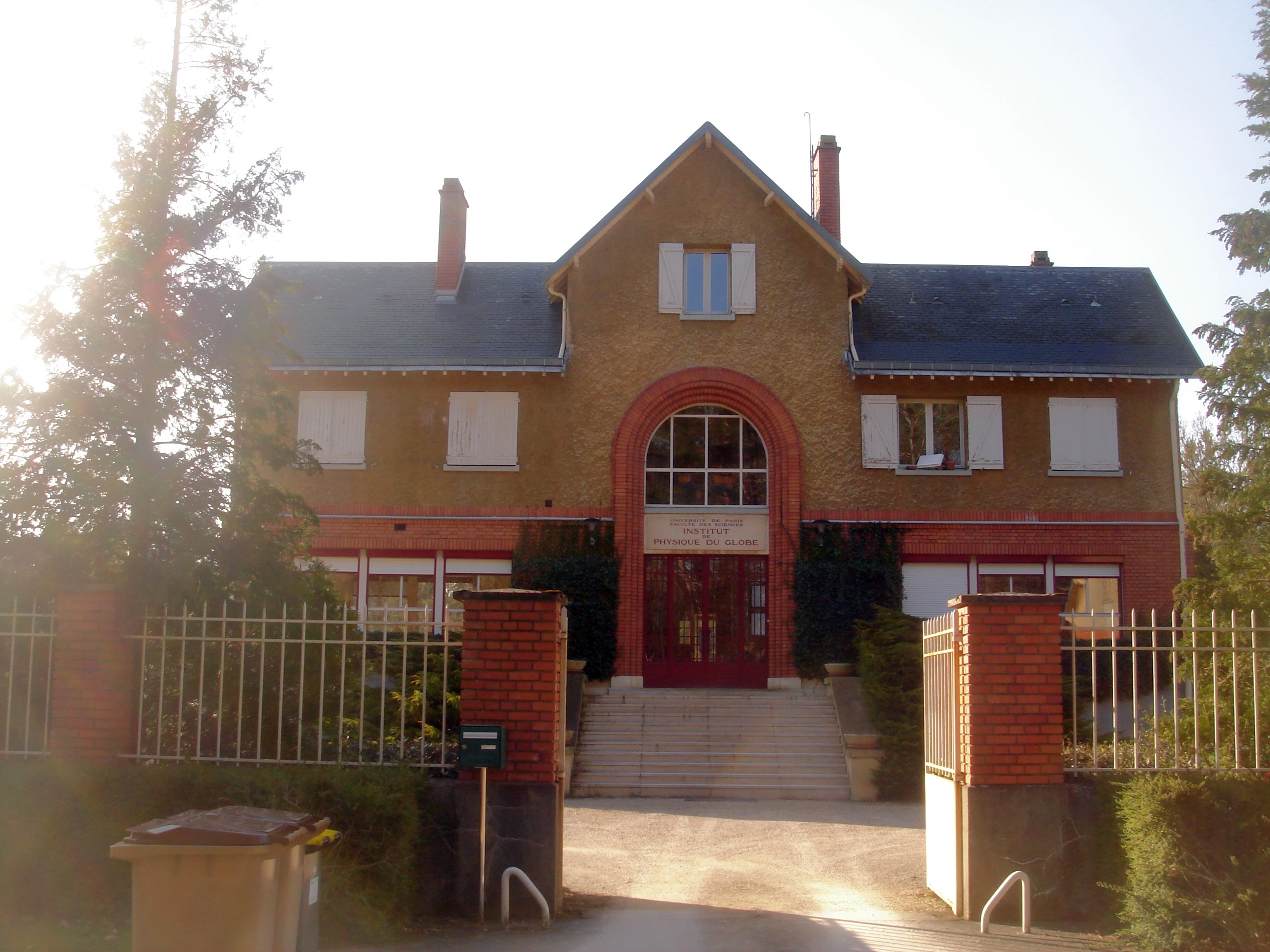
Geomagnetisches Observatorium

- Hügelgräber
- Wasserturm